# Grießer (Miesbach)
Grießer (Grißer, Griesser und Miesbach-Grießer) ist ein ehemaliger Gemeindeteil von Miesbach auf der Gemarkung Wies im oberbayerischen Landkreis Miesbach, der inzwischen mit Miesbach verbunden worden ist. S. XVI

## Ortsbeschreibung
Das Dorf Grießer liegt südwestlich von Miesbach.

## Bevölkerungsentwicklung
Um 1871 lebten in Grießer sechs Einwohner. Bis 1950 stieg die Bevölkerungszahl auf 52 Einwohner. Im Mai 1987 wurde die Einwohnerzahl nicht mehr gesondert erfasst, sondern der Kreisstadt Miesbach zugeordnet.
| Jahr      | 1871 | 1925 | 1950 | 1970 | 1987 |
| Einwohner | 6    | 32   | 52   | 42   | (0)  |